# Манастир Богоштица
Манастир Богоштица се налази у истоименом месту на територији општине Крупањ, припада Епархији шабачкој Српске православне цркве.
Манастир као метох манастира Соко, посвећен је Икони Богородице Тројеручице Хиландарске, подигао је епископ шабачки Лаврентије (Трифуновић) у свом родном месту. У оквиру комплекса манастира се налази капела, верна копија некадашње Његошеве заветне цркве на Ловћену, конак-дом српске поезије и спомен-чесма посвећени Десанки Максимовић. Камен темељац конака освештао је епископ Лаврентије, 2007. године.

## Галерија
- Спомен-чесма посвећена Десанки Максимовић